# Asplenium leandrianum
Asplenium leandrianum är en svartbräkenväxtart som beskrevs av Tard. Asplenium leandrianum ingår i släktet Asplenium och familjen Aspleniaceae. Inga underarter finns listade.